# Hypena tristis
Hypena tristis är en fjärilsart som beskrevs av George Francis Hampson 1891. Hypena tristis ingår i släktet Hypena och familjen nattflyn. Inga underarter finns listade i Catalogue of Life.